# Claude Ernoult
Pour les articles homonymes, voir Ernoult.
Claude Ernoult, né en 1930 et mort le 17 octobre 2004 à Paris, est un journaliste, poète et traducteur français.

## Biographie
Né le 16 février 1930, Claude Ernoult a commencé sa carrière de journaliste en 1952 comme secrétaire de rédaction de divers magazines. En 1955, il entre à la radiodiffusion de la France d'outre-mer, où il exerce successivement des fonctions de responsabilité dans les radiodiffusions du Sénégal, de Mauritanie, du Cameroun, du Congo, du Rwanda et au studio-école de la Sorafon. Il devient en 1969 chef du service des programmes de l'Ocora et poursuit ces fonctions au sein de l'O.R.T.F., à la D.A.E.C. puis assume la responsabilité des programmes parlés enregistrés. Lors de la création de Radio-France, il est appelé par Albert Aycard, directeur de Radio-France internationale, pour le seconder.
Littéraire et créateur, il était aussi membre du Collège de pataphysique (groupe littéraire et artistique), poète, et traducteur de poésie russe.

## Publications
Poésie :
- Les Cris encerclés : Poèmes, éditions des moires, (1976)
- L'effleurement de l'ombre, (coécrit avec Henri Sapguir) 1988
- Les Droits de l'Ombre éditions des moires, (1991)
- Ma part éditions des moires, (1er janvier 1992)
- Parquerine éditions des moires, (1er janvier 1992)
- Poèmes éditions des moires, (1er janvier 1995)

Chez d'autres éditeurs :
- Poèmes Éditions Pierre Jean Oswald

Au Collège de Pataphysique :
- D'un Polyèdre (1971)
- Libellorum intestinorum corpus. Novissime digestum (1972)

En tant que traducteur :
- Poèmes (1961-1987), Joseph BRODSKY éditions gallimards, (3 décembre 1987)
- Le Talisman, choix de poésie lyrique, Alexandre Pouchkine éditions l'âge d'homme
- Quelques poésies russes, éditions des moires, 1993

En tant que journaliste :
- Enfance, irréalité, pataphysique. (Europe, décembre 2009)

Liés à son travail de direction à RFI :
- Chants maures. / vol. 1, République islamique de Mauritanie. Chants de femme (Musée de l'homme, 1958)
- Afrique Noire : panorama de la musique instrumentale. (33 tours, BAM, années 1970)
- Envoutante Afrique : panorama de la musique instrumentale. (33 tours, BAM, 1975)